# Constitution du Paraguay
Lire en ligne

Consulter la version en français

Constitution de 1967
La Constitution du Paraguay est la magna carta établissant le cadre juridique et politique fondamental de la République du Paraguay. L'actuelle constitution est promulguée le 20 juin 1992, après une longue dictature militaire qui a dirigé le pays pendant plus de trois décennies. Elle introduit des changements importants par rapport à la constitution précédente, imposée par le régime dictatorial en 1967. Il s'agit de la cinquième constitution du pays depuis son indépendance en 1811 et constitue la première constitution véritablement démocratique de l'histoire du Paraguay.
La constitution reconnaît les droits et les devoirs des citoyens, organise les pouvoirs de l’État et garantit la séparation des pouvoirs. Le pouvoir législatif est conféré au Congrès, le pouvoir exécutif au président de la République et le pouvoir judiciaire à un système de tribunaux. 

Armoiries du Paraguay.

## Historique

### Règlements gouvernementaux de 1813
Le règlement gouvernemental, approuvé par le Congrès en octobre 1813, comprend 17 articles et établit un système exécutif dirigé par deux consuls – les chefs d'État –, José Gaspar Rodríguez de Francia et Fulgencio Yegros, étant nommés pour occuper ces postes. Une législature composée de mille représentants est également établie. Dans le contexte d'un pays en danger de guerre, l'importance des forces militaires est reconnue, de sorte que le règlement accorde à chaque consul le grade de général de brigade et la direction équitable d'une part des forces armées et des arsenaux. 
Après dix ans, la figure de Yegros et le pouvoir législatif y sont éliminés, laissant Rodríguez de Francia comme seul dirigeant, exerçant le pouvoir jusqu'à sa mort en 1840. 

### Loi sur l'administration publique de 1844
En 1841, le consul Carlos Antonio López demande au Congrès de réviser la réglementation en vigueur. Trois ans plus tard, une nouvelle loi est promulguée, accordant à López des pouvoirs aussi étendus que ceux qui avaient permis à Rodríguez de Francia de gouverner. Le titre de président de la république est instauré en remplacement de celui de consul. 
Le Congrès, alors composé de personnalités influentes, telles que des avocats, des propriétaires fonciers et des patriciens, avait le pouvoir de créer et d'interpréter les lois. Cependant, seul le président avait le pouvoir d'en ordonner la promulgation et l'exécution.
La loi n'impose aucune restriction significative aux pouvoirs du président, hormis une limitation du mandat à dix ans, ne garantit aucun droit civique et ne comporte en aucun cas le mot « liberté ». Malgré la limitation, le Congrès continue de réélire López à vie. En 1856, un amendement est apporté à cette loi, supprimant des conditions telles que la citoyenneté, l'âge de plus de 45 ans et le mariage, et accordant au président le pouvoir de désigner son successeur. Cela ouvre la voie à Francisco Solano López, fils de Carlos Antonio López, un officier célibataire de moins de 45 ans, pour accéder à la présidence après la mort de son père en 1862.

### Constitution de 1870
La Constitution approuvée par la Convention en 1870, d'inspiration libérale et fondée sur les lois fondamentales des États-Unis, de l'Argentine et d'autres pays occidentaux, établit le système de droits et de garanties le plus large et le plus complet, sans priver l'État des leviers nécessaires à la prise en compte des intérêts sociaux. La constitution reconnaît le principe de souveraineté populaire et érige le gouvernement selon un système de séparation des pouvoirs. Le pouvoir législatif est bicaméral et composé exclusivement d'un Sénat et d'une Chambre des députés, sans préjudice du pouvoir de promulgation de l'exécutif ni de son droit de veto. Les institutions d'interpellation et de destitution parlementaires confèrent à ces derniers de puissants moyens de contrôle et de modération des deux autres pouvoirs du gouvernement. Le pouvoir exécutif est exercé par le président de la République, paraguayen de naissance, chrétien, âgé de plus de trente ans et nommé au suffrage indirect. Il exerce ses fonctions pendant quatre ans et ne pouvait être réélu qu'après deux mandats complets.

Il est prévu que le président soit assisté de cinq ministres qu'il peut nommer et révoquer à sa discrétion et qui contresignent ses décrets et autres actes du gouvernement. Son remplaçant légal est le vice-président de la République, qui est élu simultanément, doit remplir les mêmes fonctions en cas de vacance et présider le Sénat. Le pouvoir judiciaire est composé de la Cour supérieure de justice, composée de trois membres nommés par le pouvoir exécutif et approuvés par le Sénat, et des cours et tribunaux inférieurs. La Constitution de 1870 régit la vie politique et sociale du Paraguay pendant près de trois quarts de siècle. Bien que jamais pleinement appliquée, elle constitue une loi respectée. Durant cette période, le Paraguay se dirige progressivement vers un plein fonctionnement démocratique et représentatif du système de gouvernement.

Drapeau de la République du Paraguay.

### Constitution de 1940
En 1939, face à une impasse politique, le président José Félix Estigarribia dissout le Congrès et se proclame dictateur. Afin de renforcer sa volonté de changement, Estigarribia abandonne la Constitution et en promulgue une nouvelle en juillet 1940. Cette nouvelle constitution reflète son souci de stabilité et de pouvoir, et confère ainsi à l'État des pouvoirs considérables et étendus.
Sous ce régime politique, le président est élu au suffrage direct pour un mandat de cinq ans, avec possibilité de réélection. Il dispose de pouvoirs étendus lui permettant d'intervenir dans l'économie, de contrôler les médias, de réprimer les groupes privés et de suspendre les libertés individuelles. Dans le cadre de cette structure, le Sénat est aboli et le pouvoir de la Chambre des représentants limité.
Un nouvel organe, le Conseil d'État, est créé, suivant le modèle corporatiste italien et portugais, pour représenter les intérêts de divers groupes, notamment les milieux d'affaires, les secteurs agricoles, les banques, l'armée et l'Église catholique. L'armée est chargée d'assurer la protection de la constitution et de maintenir l'ordre dans le pays.

### Constitution de 1967
Après le coup d'État de 1954, le président Alfredo Stroessner gouverne pendant treize années sous la Constitution de 1940. Une assemblée constituante convoquée par lui en 1967 maintient le cadre général de la Constitution de 1940 et laisse intact le large champ d'action du pouvoir exécutif. Cependant, le Sénat et la Chambre des députés sont rétablis. La limite de deux mandats est maintenue, sauf que celle-ci repart à zéro, considérant l'entrée en vigueur du nouveau texte constitutionnel. 
La Constitution de 1967 comprend un préambule, 11 chapitres de 231 articles et un dernier chapitre de dispositions transitoires. Le premier chapitre contient onze « dispositions fondamentales » définissant un large éventail de questions, notamment le système politique (une république unitaire dotée d'un gouvernement démocratique représentatif) et la religion officielle (le catholicisme). L'espagnol est désigné langue officielle et désigné langue nationale conjointement avec le guarani. Les deux chapitres suivants traitent du territoire, des divisions administratives, de la nationalité et de la citoyenneté. Le quatrième chapitre contient un certain nombre de « dispositions générales », telles que celles interdisant l'exercice de pouvoirs dictatoriaux, exigeant des fonctionnaires qu'ils agissent conformément à la Constitution et confiant la défense nationale et l'ordre public aux forces armées et à la police, respectivement. 
Le cinquième chapitre, le plus court de la Constitution, traite en détail des droits de la population. Ce chapitre garantit la liberté et l'égalité de la population devant la loi. Il couvre les droits individuels et comprend des sections sur les droits sociaux, économiques, du travail et politiques. Le droit de vote est par ailleurs décrété obligatoire.
Les chapitres 6 à 8 viennent autoriser les partis politiques, à l'exception de ceux prônant la destruction du régime républicain ou du système représentatif démocratique multipartite, précisent dix obligations des citoyens, dont le respect de la Constitution et des lois, la défense du pays et l'exercice d'activités légales, identifient la réforme agraire comme l'un des facteurs fondamentaux du bien-être rural et appellent à une équité dans la répartition des terres et des biens. La colonisation est aussi présentée comme un programme officiel impliquant non seulement les citoyens, mais aussi les étrangers. Les chapitres 9 à 11 traitent de la composition, de la sélection et des fonctions des pouvoirs législatif, exécutif, judiciaire et du procureur général et des procédures de modification de la constitution. Le dernier chapitre prévoit des dispositions transitoires, notamment celle où aux fins de l'éligibilité et de la réélection du président, le calcul des mandats débutera après celui terminant le 15 août 1968. Un amendement constitutionnel de mars 1977 vient cependant modifier cet article et vient permettre la réélection indéfinie.  

## Constitution de 1992
Après la fin de la dictature en 1989, le gouvernement projette de rédiger une nouvelle constitution. Des élections constituantes sont organisées le 1er décembre 1991 et le Parti Colorado (ANR) y obtient 55 % des voix, suivi du Parti radical-libéral authentique (PLRA) avec 27 % des voix, du mouvement indépendant de centre-gauche Constitution pour tous (CPT) avec 11 %, du Parti révolutionnaire fébrériste (PRF) avec 1,2 % et du Parti démocrate chrétien avec 0,8 %,.  
La promulgation de la Constitution a lieu le 20 juin 1992, remplaçant la constitution précédente de 1967. Elle vise à établir un système politique plus démocratique et à garantir les droits fondamentaux à tous les citoyens du pays. 

### Contenu
La magna carta actuelle a considérablement amélioré la protection des droits fondamentaux. Cette constitution érige un régime quelque peu hybride, ne proposant ni régime parlementaire, ni régime strictement présidentiel, et accordant des pouvoirs spéciaux au pouvoir législatif, tels que l'élaboration du budget général du pays ou la destitution et la révocation du président de la République, du vice-président, des ministres du pouvoir exécutif, des ministres de la Cour suprême de justice, du procureur général de l'État, du défenseur du peuple, du contrôleur général de la République, du contrôleur adjoint et des membres de la Cour supérieure de justice électorale,. Le mandat du président est limité à un d'une durée de cinq ans. L'article 140 vient préciser que le pays est bilingue et que les deux langues officielles sont l'espagnol et le guarani.

### Sections
La loi fondamentale est divisée en deux parties. La première partie concerne les déclarations fondamentales et les droits, devoirs et garanties, alors que la deuxième partie concerne la structure et l'organisation de l'État.
Chaque partie est subdivisée en titres, eux-mêmes subdivisés en chapitres. La première partie comprend deux titres, le titre premier concerne les déclarations fondamentales et le titre deuxième concerne les droits, devoirs et garanties. La deuxième partie est divisée en cinq titres, le titre premier concerne la nation et l’État, le titre deuxième concerne la structure et l’organisation de l’État, le titre troisième concerne l’état d’exception, le titre quatrième concerne la réforme et l'amendement de la Constitution et le titre cinquième concerne les dispositions finales et transitoires.